# گورتپه
گورتپه مربوط به ایلام است و در شهرستان ایذه، بخش مرکزی، دهستان پیان، روستای پیان واقع شده و این اثر در تاریخ ۲۶ اسفند ۱۳۸۷ با شمارهٔ ثبت ۲۶۰۰۰ به‌عنوان یکی از آثار ملی ایران به ثبت رسیده است.